# 로스트 시즌 4
미국의 드라마 로스트의 4번째 시리즈(방영 이전에는 로스트:더 리턴으로 알려져 있었다.)는 미국의 방송사 ABC 그리고 캐나다의 방송사 CTV에서 2008년 5월 29일에 방영을 시작했다. 이 시즌에서는 남태평양의 한 섬에 추락한 지 90일 후 40여명의 생존자들의 이야기를 다루고 있다. 로스트의 제작자, 각본가, 연출가인 데이먼 린델로프와 칼톤 쿠즈의 말에 따르면 이 시즌 4에는 버림받은 자와 화물선 가족 과의 관계와 "섬에서 벗어난 자들과 그들이 다시 섬으로 돌아가야 한다는 사실" 두개의 주제를 가지고 있다고 한다. 로스트는 로스트 (시즌 3)까지 시청했던 비평가들로부터 면밀한 조사를 받아왔으나 이 네 번째 시즌에서는 플래시포워드 전개와 새로운 인물들 덕분에 좋은 평가를 받았다.

## 인용
1. ↑  ABC Medianet, (March 21, 2007) "Fourteen Early Pick-Ups Announced for the 2007–08 Season". Retrieved on July 7, 2007.
2. ↑  ABC Medianet, (January 14, 2008) "Feeling That Their Rescue is Imminent, the Survivors Ponder Charlie's Final Message that the People Claiming to Liberate Them Aren't Who They Seem to Be 보관됨 2014-08-26 - 웨이백 머신". Retrieved on July 7, 2008.
3. ↑  Jensen, Jeff "Doc", (February 20, 2008) "Lost: Mind-Blowing Scoop From Its Producers 보관됨 2008-05-29 - 웨이백 머신", Entertainment Weekly. Retrieved on July 10, 2008.
4. ↑  Albiniak, Paige, (February 24, 2008) "Ten Reasons Why Lost is Found", New York Post. Retrieved on March 17, 2008.
5. ↑  Ryan, Maureen, (January 29, 2008) "Lost's Fab Start to Season 4, and a Chat with Co-Creator Damon Lindelof 보관됨 2008-01-31 - 웨이백 머신", Chicago Tribune. Retrieved on January 30, 2008.